# X-Men XXX: An Axel Braun Parody
X-Men XXX – An Axel Braun Parody ist eine US-amerikanische Porno-Parodie auf den US-amerikanischen Comic-Actionfilm X-Men. 

## Handlung
Der Superschurke Magneto strebt sowohl die Weltherrschaft als auch die Zerstörung der Menschheit an. Außerdem hat er ein Teammitglied der X-Men, Rogue, gefangen genommen. Die X-Men eilen ihr zur Hilfe.
- Szene 1. Skin Diamond, Alec Knight
- Szene 2. Allie Haze, Jeanie Marie Sullivan, Tom Byron
- Szene 3. Andy San Dimas, J. Jay
- Szene 4. Katie St. Ives, Billy Glide
- Szene 5. Chanel Preston, Tommy Gunn

## Auszeichnungen
- AVN Awards, 2015: Nominiert für "Best Makeup", "Best Non-Sex Performance" (Mike Moz), Best Special Effects.
- XBIZ Awards, 2015: Nominiert für: "Best Non-Sex Acting Performance" (Mike Moz), "Best Special Effects", "Parody Release of the Year: Drama", "Best Actress - Parody Release: Allie Haze".